# لوون آریسیان
لوون یغیایی آریسیان (ارمنی: Լևոն Եղիայի Արիսյան؛ زادهٔ ۱۹ ژانویهٔ ۱۹۰۳ - درگذشته ۱۹۳۸) یک فیلسوف و سیاستمدار اهل ارمنستان بود که از تاریخ ۱۱ سپتامبر ۱۹۳۳ تا تاریخ ۲۸ نوامبر ۱۹۳۳ سمت وزیر فرهنگ ارمنستان شوروی را برعهده داشت.

## زندگی‌نامه
در ۱ فوریه [سبک قدیمی: ۱۹ ژانویه] ۱۹۰۳ در وان به دنیا آمد و از دانشگاه دولتی ایروان  و دانشگاه دولتی مسکو فارغ‌التحصیل شد.  وی در ۱۹۳۸ در سن ۳۵ سالگی در جریان پاکسازی بزرگ تیرباران شد.